# Mahindra XUV 500
Mahindra XUV 500 — кроссовер выпускавшийся в 2011—2021 годах индийской компанией Mahindra & Mahindra.

## История
Модель стала первой самостоятельной моделью индийской компании Mahindra с несущим кузовом и независимой задней подвеской, до этого с 2002 года из моделей не выпускаемых по лицензии компанией выпускался только рамный внедорожник Scorpio.
Модель была представлен в 2011 году, предлагалась в трёх комплектациях W4,W6, W8. Двигатель — безальтернативный турбодизель mHawk объёмом 2.2 литра мощностью 140 л. с. в паре с «механикой». Привод — только передний.
В мае 2015 года был проведён первый рестайлинг, добавлена «топовая» комплектация W10, для всех комплектаций с ноября стал доступен «автомат».
Стоимость модели на рынке Индии составляла от 17,5 до 25 тысяч долларов.
В среднем ежегодно продавалось по 30—35 тысяч машин, но в 2017 году спрос заметно упал — 27 тысяч машин.
В апреле 2018 года проведён второй рестайлинг и была изменена система наименования комплектаций: W5, W7, W9, W11, вместо чётных чисел компания использовала нечётные числа, чтобы обозначить шаг вперед по сравнению с более ранними вариантами.
Внешне модель получила новую решетку радиатора и другую оптику, дизайн салона не изменился, но получил более качественные материалы отделки, турбодизель mHawk 2.2 получил новый турбокомпрессор и был форсирован до 155 л. с., с декабря 2018 года в гамме появилась бензиновая версия этого же двигателя мощностью 140 л. с. Для самых дорогих дизельных комплектаций стал доступен полный привод — с муфтой подключения задней оси.
Цены на обновленную модель на рынке Индии составляли от 19 до 27 тысяч долларов.
В 2021 году выпуск модели был прекращён, в линейке компании её место заняла модель Mahindra XUV 700.

## Галерея
- Mahindra XUV 500
- Вид сзади
- Mahindra XUV 500 в полиции ЮАР
- Фейслифт
- Фейслифт вид сзади